# Osul interparietal
Osul interparietal (Os interparietale) numit și osul Incașilor, osciorul lui Goethe este un os cranian supranumerar inconstant situat între oasele parietale. Este format de porțiunea superioară a solzului osului occipital situată deasupra liniei nuchale supreme (Linea nuchae suprema) și separat de restul osului occipital de sutura occipitală transversă (Sutura occipitalis transversa) numită și Sutura mendosa, iar de oasele parietale de sutura lambdoidă (Sutura lambdoidea). Osul interparietal are formă triangulară și a fost găsit frecvent (la un procent de 20 %) pe craniul peruanilor antici din Imperiul Inca, în alte populații are o frecvență sub 10 %. 